# Línea 21 (Córdoba)
La Línea 21 es una línea de transporte urbano de pasajeros de la ciudad de Córdoba, Argentina. El servicio está actualmente operado por la empresa Grupo ERSA.
Anteriormente el servicio de la línea 21 era denominada como A10 desde 2002 por la empresa Ciudad de Córdoba, hasta que el 1 de marzo de 2014, por la implementación del nuevo sistema de transporte público, la A10 se fusiona como 21, operado por la misma empresa, hasta el 31 de julio de 2014, ciudad de Córdoba deja de operar los corredores 2 y 7 y pasan a manos de ERSA Urbano donde actualmente son operados.

## Recorrido
De Universidad Siglo 21 hasta B° Rogelio Martinez (UTN).
 Servicio diurno.
- Ida: Desde Universidad Siglo 21 - Av. La Voz del interior - Buenos Aires - De Los Latinos - De Los Alemanes – Av. La Voz del Interior - Monseñor Pablo Cabrera - C. Barros - Av. Santa Fe - Av. Colón - Av. Gral. Paz - Av. V. Sarsfield- Hipólito Yrigoyen - Pza. España - Concepción Arenales - Los Nogales - De la Reforma - Haya de la Torre - Medina Allende - Maestro López hasta Cruz Roja Argentina.

- Regreso: Desde Cruz Roja Argentina y Maestro López - Medina Allende - Haya de la Torre - De la Reforma - Los Nogales - Concepción Arenales - Pza. España - Bv. Chacabuco - Bv. Illia - Bv. San Juan - Mariano Moreno - Rodríguez Peña - Av. Colón - Av. Santa Fe - Castro Barros - Monseñor Pablo Cabrera - Av. La Voz del Interior - rotonda frente al Aeropuerto - Universidad Siglo 21.